# Kerék-hegyi-lyuk
A Kerék-hegyi-lyuk barlangrom, amely a Balaton-felvidéki Nemzeti Parkban, a Tihanyi-félszigeten található.

## Leírás
Névkeveredés van mert a Kerék-hegyet többen a Cser-hegy részeként mutatták be, úgy térképen, mint írásban. Ez a barlangrom is a Kerék-hegy É-i előterében található, a Kerék-hegyi-gejzírüregtől 5–8 m-re É-ra.
A rombarlang Halász Árpád által leírt morfológiai képe ma is hasonló, csak a köveken kívül még vashulladék is bőven akad a rések között. A megbontott forráskúpnak az a része, hol a rések a barlangot sejtetik, forrásmészkőből állnak. Nem is annyira oldásformák jellemzik, hanem inkább kimállás. A résekben huzat észlelhető. Feltárása nem látszik nehéznek és eredménnyel kecsegtet. Mostani állapotában jelentéktelen rombarlang, de feltárása esetleg jelentőssé teheti.
1983-ban volt először Kerék-hegyi-lyuknak nevezve a barlangrom az irodalmában. Előfordul az üreg az irodalmában 2/5-barlang (Eszterhás 1984) néven is.

## Kutatástörténet
Feltárható barlangromnak írta le 1967-ben Halász Árpád az üreget. A megbontott forráskúp K-i felében észlelte az üreg nyomait, ennek előterében nagy kövek között mély nyílásokat írt le. Eszterhás István 1983-ban regisztrálta a barlangromot. Az 1984-ben kiadott, Lista a Bakony barlangjairól című összeállításban Kerék-hegyi-lyuk a 4463-as barlangkataszteri területen, a Tihanyi-félszigeten, Tihanyban lévő üreg neve, amelynek másik neve 2/5-barlang. A posztvulkánikus üreg be van omlasztva.
Az Eszterhás István által 1989-ben írt, Magyarország nemkarsztos barlangjainak listája című kéziratban az olvasható, hogy a Bakony hegységben, a 4463-as barlangkataszteri területen, Tihanyban létezett Kerék-hegyi-lyuk gejziritben alakult ki. Az ismeretlen méretű barlang szét van bontva. A listában meg van említve az a Magyarországon, nem karsztkőzetben kialakult, létrehozott 220 objektum (203 barlang és 17 mesterséges üreg), amelyek 1989. év végéig váltak ismertté. Magyarországon 40 barlang keletkezett gejziritben. Az összeállítás szerint Kordos László 1984-ben kiadott barlanglistájában fel van sorolva 119 olyan barlang is, amelyek nem karsztkőzetben jöttek létre.
Az Eszterhás István által 1993-ban írt, Magyarország nemkarsztos barlangjainak lajstroma című kéziratban meg van említve, hogy a Bakony hegységben, a 4463-as barlangkataszteri területen, Tihanyban helyezkedett el a Kerék-hegyi-lyuk. A gejziritben keletkezett barlang szét van bontva. Az összeállításban fel van sorolva az a Magyarországon, nem karsztkőzetben kialakult, létrehozott 520 objektum (478 barlang és 42 mesterséges üreg), amelyek 1993 végéig ismertté váltak. Magyarországon 40 barlang, illetve mesterségesen létrehozott, barlangnak nevezett üreg alakult ki, lett kialakítva gejziritben. A Bakony hegységben 123 barlang jött létre nem karsztkőzetben. A 2001. november 12-én készült, Magyarország nemkarsztos barlangjainak irodalomjegyzéke című kézirat barlangnévmutatójában szerepel a Kerék-hegyi-lyuk. A barlangnévmutatóban fel van sorolva 8 irodalmi mű, amelyek foglalkoznak az üreggel.

## További irodalom
- Eszterhás István: A Tihanyi-félsziget barlangkatasztere. Kézirat, 1984. (A kézirat megtalálható a Magyar Karszt- és Barlangkutató Társulat Adattárában és a KvVM Barlang- és Földtani Osztályon.) (Néhány oldallal és fényképpel bővebb, mint az 1987-es nyomtatott változat.)
- Eszterhás István: A Bakony nemkarsztos barlangjainak genotipusai és kataszteri jegyzéke. Kézirat. Budapest, 1986. Szerződéses munka az Országos Környezet- és Természetvédelmi Hivatalnak.
- Halász Árpád: Jelentés a Tihanyi-félsziget barlangjainak tanulmányozásáról. Kézirat, 1967. (A kézirat megtalálható a Magyar Karszt- és Barlangkutató Társulat Adattárában.)